# Kandé
Kandé o Kanté es una ciudad de Togo. Se trata de la capital de la Prefectura de Kéran, situada en la Región de Kara, en el norte del país. Entre la independencia del país en 1960 y el cambio de circunscripciones a prefecturas fue capital de la circunscripción homónima, y lo fue de la prefectura homónima hasta 1995. En 2021 contaba con una población de 11466 habitantes.